# اریسلندی ساون
اریسلندی ساون (انگلیسی: Erislandy Savón؛ زادهٔ ۲۱ ژوئیهٔ ۱۹۹۰) بوکسور اهل کوبا است.